# Arnold von Lasaulx
Arnold Constantin Peter Franz von Lasaulx, född 14 juni 1839 i Kastellaun nära Koblenz, död 25 januari 1886 i Bonn, var en tysk mineralog, petrograf och geolog.
Lasaulx blev 1875 extra ordinarie professor i Breslau samt 1880 ordinarie professor först i Kiel, sedan i Bonn. Han utövade en betydande och mångsidig vetenskaplig författarverksamhet, i främsta rummet på mineralogins och petrografins områden, men behandlade även vulkaner, jordbävningar med flera grenar av geologin. Bland hans skrifter kan nämnas Elemente der Petrographie (1875), Ätna (en bearbetning av ett manuskript av Wolfgang Sartorius von Waltershausen, 1880), Einführung in die Gesteinslehre (1885) och Précis de Pétrographie (1887).